# Villiers-sous-Praslin
Villiers-sous-Praslin è un comune francese di 79 abitanti situato nel dipartimento dell'Aube nella regione del Grand Est.

## Società

### Evoluzione demografica
Abitanti censiti